# Stellifer naso
Stellifer naso es una especie de pez de la familia Sciaenidae en el orden de los Perciformes.

## Morfología
• Los machos pueden llegar alcanzar los 14,8 cm de longitud total.

## Depredadores
En Brasil es depredado por Carcharhinus porosus .

## Hábitat
Es un pez de clima tropical y demersal que vive hasta los 30 m de profundidad.

## Distribución geográfica
Se encuentra en el  Atlántico occidental: desde Venezuela hasta el Brasil.

## Observaciones
Es inofensivo para los humanos.